# G2k Group GmbH
G2K Group GmbH (G2K Group), es un proveedor de software para sistemas digitales que analiza grandes secuencias de datos para desencadenar reacciones y predicciones instantáneas con sede en Berlín, Alemania. La empresa opera en los campos del almacenamiento en la nube, inteligencia artificial y el apoyo al análisis de datos. 
G2K se funda en 2013 en Múnich, Alemania con el objetivo de crear un plataforma IoT empresarial, posteriormente desarrolla Parsifal, una plataforma escalable capaz de analizar cualquier dato que se le suministre, transformándolos en conocimiento utilizando inteligencia artificial, la cual es articulada por múltiples algoritmos recopilando información por medio del Internet de las Cosas (audio, video, sensores, sistemas y bases de datos) realizando una interpretación de los datos en tiempo real y teniendo un enfoque más amplio en la industria de la salud, transporte, ciudades inteligentes, comercio minorista, infraestructura,empresas e industrias.
Durante la pandemia COVID-19, G2K desempeñó un papel activo en conjunto con la comunidad empresarial para implementar un Sistema de detección temprana para contrarrestar la situación de la pandemia, despegando tecnología en diversos hospitals y clínicas de Alemania y Egipto, así como asociaciones con empresas especializadas en productos y servicios de TI como Tech Data.
En septiembre de 2020, Durante la Super Copa UEFA 2020 en Budapest, G2K proporcionó la tecnología para el escaneo de temperatura corporal sin contacto y controles de uso de cubrebocas (mascarillas) a los 15,500 participantes el día del partido para garantizar que el evento se desarrollara en las condiciones higiénicas exigidas por las autoridades sanitarias locales.
Posteriormente, G2K llevó a cabo pruebas piloto en estadios alemanes para poder celebrar diversos torneos en presencia de espectadores cumpliendo las medidas de prevención de infecciones.

### Sede central
G2K Group tiene sus sedes en Berlín, Egipto y México.